# Wendy Siorpaes
Wendy Siorpaes, née le 13 janvier 1985 à San Candido, est une skieuse alpine italienne, spécialiste des épreuves de vitesse.

## Carrière
Membre des Fiamme Oro, elle participe à ses premières compétitions organisées par la FIS en 2000.
En 2004, elle découvre la Coupe du monde à l'occasion d'un super G disputé à Cortina d'Ampezzo. Deux ans plus tard, elle obtient son premier top 10 à l'occasion d'une descente à Saint-Moritz qu'elle finit huitième juste avant de participer aux Jeux olympiques de Turin en Italie (27e du combiné).
En décembre 2008, elle remporte son unique épreuve dans la Coupe d'Europe au super G de Saint-Moritz. Un mois plus tard, Siorpaes enregistre son premier meilleur résultat dans la Coupe du monde avec une sixième place à la descente de Cortina d'Ampezzo, en Italie.
Lors des Championnats du monde 2009, à Val d'Isère, elle termine huitième de la descente.
La saison 2009-2010, apporte moins de succès à Wendy Siorpaes et restera comme la dernière de sa carrière.

## Palmarès

### Jeux olympiques
| Épreuve / Édition | Turin 2006 |
| Combiné           | 27e        |

### Championnats du monde
| Épreuve / Édition | Val d'Isère 2009 |
| Descente          | 8e               |
| Super G           | 21e              |

### Coupe du monde
- Meilleur classement général : 62e en 2009.
- Meilleur résultat : 6e.

#### Classements en Coupe du monde
| Saison | Général | Slalom | Slalom géant | Super G | Descente | Combiné |
| ------ | ------- | ------ | ------------ | ------- | -------- | ------- |
| 2004   | 101e    | —      | —            | —       | 40e      | —       |
| 2005   | 124e    | —      | —            | 53e     | 55e      | —       |
| 2006   | 72e     | —      | —            | 39e     | 39e      | —       |
| 2007   | 113e    | —      | —            | —       | 45e      | —       |
| 2008   | 69e     | —      | —            | 36e     | 32e      | —       |
| 2009   | 62e     | —      | —            | 34e     | 25e      | —       |
| 2010   | 113e    | —      | —            | 49e     | 50e      | —       |

### Coupe d'Europe
- 1 victoire.